# آکادمی افلاطون
آکادمی (به یونانی: Ἀκαδήμεια) مدرسه‌ای بود که آن را افلاطون در سال ۳۸۷ پیش از میلاد به یاد آکادموس پهلوان افسانه‌ای یونان آکادمیا نامید. افلاطون این مدرسه را نزدیک باغی در آتن تأسیس کرد. ارسطو به مدت بیست سال در آنجا به تحصیل علم مشغول بود و چون از بر عهده گرفتن ریاست آکادمی ناامید شد، مدرسهٔ خود موسوم به لوکیوم را بنیان نهاد. آکادمی در سرتاسر دورهٔ هلنیستی به عنوان یک مدرسهٔ مروج شک‌گرایی به فعالیت خود ادامه داد تا آنکه پس از مرگ فیلو اهل لاریسا در سال ۸۳ پیش از میلاد به پایان حیات خود رسید. با وجود آنکه در عهد رومی‌ها، فلاسفه به آموزش فلسفهٔ افلاطونی در آتن ادامه دادند اما نزدیک به نیم قرن طول کشید تا در سال ۴۱۰ میلادی دوباره آکادمی را از نو بنیان نهند تا مرکزی برای ترویج فلسفهٔ نوافلاطونی شود. آکادمی تا سال ۵۲۹ میلادی پا بر جا ماند تا آنکه نهایتاً توسط ژوستینین یکم برای همیشه تعطیل شد.

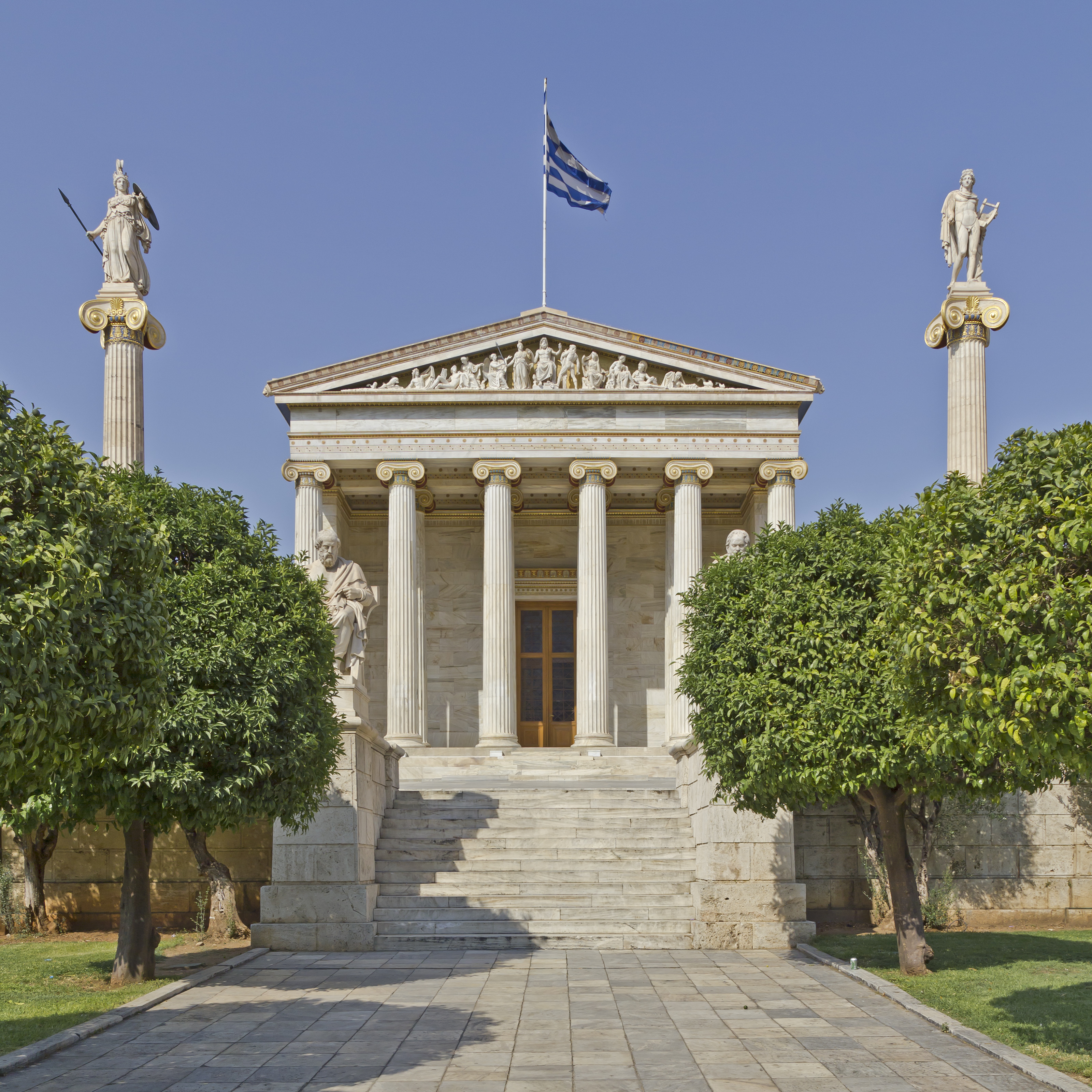
نمایی از ساختمان آکادمی آتن که در یونان مدرن جایگزین آکادمی افلاطون شده‌است